# Сапатинський Федір Миронович
Федір Миронович Сапатинський (20 червня 1904 — 25 листопада 1986) — Герой Радянського Союзу (1944).

## Біографія
Народився 20 червня 1904 року у селі Мініно нині Радомишльського району Житомирської області. Українець. У 1924 році закінчив лікнеп. Працював у колгоспі імені С. М. Кірова, вантажником на лісопильному заводі у селі Городище Житомирської області.
У 1939 році призваний до лав Червоної Армії. Учасник вторгнення СРСР до Польщі, радянсько-фінської війни 1939—1940 років. У боях німецько-радянської війни з червня 1941 року. Воював на Західному, 2-му Українському фронтах. Був поранений.
Наприкінці березня 1944 року 248-го стрілецький полк (31-ї стрілецької дивізії 52-ї армії 2-го Українського фронту), у якому служив червоноармієць Ф. М. Сапатинський, переслідуючи ворога, успішно розвивав наступ. На підступах до молдавського села Гресень полк розгромив окремі підрозділи супротивника і зайняв село. Але ворог підтягнув резерви, охопив фланги та оточив село. Полк зайняв кругову оборону, солдати почали обкопуватися.
Увесь день 30 березня 1944 року пройшов у сутичках з ворогом. Бій не вщухав і вночі. На світанку 31 березня 1944 року гітлерівці підтягнули свіжі сили та пішли в атаку. Шість разів штурмував противник позиції стрілецького полку і кожного разу його атаки розбивалися об стійку оборону. Після кожної атаки противник залишав у околиць села сотні вбитих та поранених і, не домігшись успіху, відходив на початкові рубежі. У цих боях Ф. М. Сапатинський особисто знищив більше десятка солдатів противника, утримавши позицію. На світанку 1 квітня 1944 року підійшли інші частини 31-ї Сталінградської ордена Богдана Хмельницького дивізії і погнали ворога далі, на захід.
У 1946 році після демобілізації оселився у селі Тараща Корсунь-Шевченківського району Черкаської області. Працював у сільському господарстві. Помер 25 листопада 1986 року.

## Звання та нагороди
13 вересня 1944 року Ф. М. Сапатинському присвоєно звання Героя Радянського Союзу.
Також нагороджений:
- орденом Леніна
- орденом Вітчизняної війни І ступеня
- медалями